# Luis Mago
Luis Enrique Del Pino Mago (Cumaná, 15 settembre 1994) è un calciatore venezuelano, difensore o centrocampista del Caracas.

## Caratteristiche tecniche
È un terzino sinistro, all'occorrenza adattabile anche a centrocampo sull'esterno sinistro.

## Carriera

### Nazionale
Ha esordito con la nazionale venezuelana l'8 settembre 2018 in occasione dell'amichevole persa 2-1 contro la Colombia.

## Statistiche

### Cronologia presenze e reti in nazionale
| Cronologia completa delle presenze e delle reti in nazionale ― Venezuela | Cronologia completa delle presenze e delle reti in nazionale ― Venezuela | Cronologia completa delle presenze e delle reti in nazionale ― Venezuela | Cronologia completa delle presenze e delle reti in nazionale ― Venezuela | Cronologia completa delle presenze e delle reti in nazionale ― Venezuela | Cronologia completa delle presenze e delle reti in nazionale ― Venezuela | Cronologia completa delle presenze e delle reti in nazionale ― Venezuela | Cronologia completa delle presenze e delle reti in nazionale ― Venezuela |
| Data                                                                     | Città                                                                    | In casa                                                                  | Risultato                                                                | Ospiti                                                                   | Competizione                                                             | Reti                                                                     | Note                                                                     |
| ------------------------------------------------------------------------ | ------------------------------------------------------------------------ | ------------------------------------------------------------------------ | ------------------------------------------------------------------------ | ------------------------------------------------------------------------ | ------------------------------------------------------------------------ | ------------------------------------------------------------------------ | ------------------------------------------------------------------------ |
| 8-9-2018                                                                 | Miami Gardens                                                            | Venezuela                                                                | 1 – 2                                                                    | Colombia                                                                 | Amichevole                                                               | -                                                                        | 62’                                                                      |
| 12-9-2018                                                                | Panama                                                                   | Panama                                                                   | 0 – 2                                                                    | Colombia                                                                 | Amichevole                                                               | -                                                                        | 54’                                                                      |
| 16-10-2018                                                               | Barcellona                                                               | Emirati Arabi Uniti                                                      | 0 – 2                                                                    | Venezuela                                                                | Amichevole                                                               | 1                                                                        | 77’                                                                      |
| 16-11-2018                                                               | Ōita                                                                     | Giappone                                                                 | 1 – 1                                                                    | Venezuela                                                                | Amichevole                                                               | -                                                                        | 74’                                                                      |
| 9-6-2019                                                                 | Cincinnati                                                               | Stati Uniti                                                              | 0 – 3                                                                    | Venezuela                                                                | Amichevole                                                               | -                                                                        |                                                                          |
| 15-6-2019                                                                | Porto Alegre                                                             | Venezuela                                                                | 0 – 0                                                                    | Perù                                                                     | Coppa America 2019 - 1º turno                                            | -                                                                        | 6’, 75’                                                                  |
| 22-6-2019                                                                | Belo Horizonte                                                           | Bolivia                                                                  | 1 – 3                                                                    | Venezuela                                                                | Coppa America 2019 - 1º turno                                            | -                                                                        |                                                                          |
| 28-6-2019                                                                | Rio de Janeiro                                                           | Venezuela                                                                | 0 – 2                                                                    | Argentina                                                                | Coppa America 2019 - Quarti di finale                                    | -                                                                        | 56’                                                                      |
| 10-9-2019                                                                | Tampa                                                                    | Colombia                                                                 | 0 – 0                                                                    | Venezuela                                                                | Amichevole                                                               | -                                                                        | 21’ 57’                                                                  |
| 14-11-2020                                                               | San Paolo                                                                | Brasile                                                                  | 1 – 0                                                                    | Venezuela                                                                | Qual. Mondiali 2022                                                      | -                                                                        | 18’                                                                      |
| 17-11-2020                                                               | Caracas                                                                  | Venezuela                                                                | 2 – 1                                                                    | Cile                                                                     | Qual. Mondiali 2022                                                      | 1                                                                        | 90’                                                                      |
| 9-6-2021                                                                 | Caracas                                                                  | Venezuela                                                                | 0 – 0                                                                    | Uruguay                                                                  | Qual. Mondiali 2022                                                      | -                                                                        | 83’                                                                      |
| 13-6-2021                                                                | Brasilia                                                                 | Brasile                                                                  | 3 – 0                                                                    | Venezuela                                                                | Coppa America 2021 - 1º turno                                            | -                                                                        | 80’                                                                      |
| 17-6-2021                                                                | Goiânia                                                                  | Colombia                                                                 | 0 – 0                                                                    | Venezuela                                                                | Coppa America 2021 - 1º turno                                            | -                                                                        |                                                                          |
| 20-6-2021                                                                | Rio de Janeiro                                                           | Venezuela                                                                | 2 – 2                                                                    | Ecuador                                                                  | Coppa America 2021 - 1º turno                                            | -                                                                        |                                                                          |
| 27-6-2021                                                                | Brasilia                                                                 | Venezuela                                                                | 0 – 1                                                                    | Perù                                                                     | Coppa America 2021 - 1º turno                                            | -                                                                        |                                                                          |
| 15-6-2023                                                                | Washington                                                               | Venezuela                                                                | 1 – 0                                                                    | Honduras                                                                 | Amichevole                                                               | -                                                                        | 67’                                                                      |
| 18-6-2023                                                                | East Hartford                                                            | Venezuela                                                                | 1 – 0                                                                    | Guatemala                                                                | Amichevole                                                               | -                                                                        | 81’                                                                      |
| 7-9-2023                                                                 | Barranquilla                                                             | Colombia                                                                 | 1 – 0                                                                    | Venezuela                                                                | Qual. Mondiali 2026                                                      | -                                                                        | 78’                                                                      |
| Totale                                                                   |                                                                          | Presenze                                                                 | 19                                                                       |                                                                          | Reti                                                                     | 2                                                                        |                                                                          |